# Alfred Schild
Alfred Schild   (Istanbul, 7 de setembre de 1921 - Downers Grove, 24 de maig de 1977) va ser un físic rellevant estatunidenc, ben conegut per les seves contribucions a l'estudi de la relativitat general en el període de 1960 a1975.
Schild va nàixer a Istanbul. Els seus pares eren jueus austríacs vienesos, però va anar a l'escola primària a Anglaterra. Després de l'esclat de la Segona Guerra Mundial Schild va ser internat per tenir un pasport alemany. Després més tard li van permetre viatjar al Canadà per continuar els estudis. El 1944 va obtenir el grau de bachelor of arts a la Universitat de Toronto. El 1946 va completar el doctorat sota la direcció de Leopold Infeld. Schild va passar els següents onze anys al Carnegie Institute of Technology, on va ajudar a desenvolupar el primer rellotge atòmic.
El 1957 va anar a la Universitat de Texas d'Austin, on es va destacar com a membre del grup de recerca en la relativitat general en potència. El 1959 va publicar un llibre amb un text influent del qual J. L. Synge era coautor. El 1965, amb Roy Kerr, va desenvolupar la noció important de l'espaitemps de Kerr-Schild. En un seminari de 1970 a la Universitat de Princeton, va introduir una construcció important ara coneguda com l'escala de Schild.
Cap al final de la seua vida, Schild va ser actiu en les protestes contra la guerra del Vietnam.
Els arxius privats de Schild es troben a la Universitat de Texas.

## En la cultura popular
En la novel·la de ciència-ficció Schild's Ladder de Greg Egan s'inspirà en gran manera en els conceptes introduïts o refinats per Schild.